# 구 나주경찰서
구 나주경찰서(舊 羅州警察署)는 대한민국 전라남도 나주시에 있는 일제강점기에 세워진 관공서 건물이다. 2002년 5월 31일
대한민국의 국가등록문화재 제34호로 지정되었다.

## 개요
이 건물은 일본이 주권을 빼앗은 1910년에 일본이 세운 관공서 건물이다. 붉은 벽돌을 쌓아 만든 2층 건물로 창문과 출입구 등 건물의 외관상 중요한 부분에 흰색 페인트를 칠했으며, 수직성을 강조한 단순한 형태이다. 일제 강점기에 일본이 우리 국민을 억압하고 민족 운동가들에게 잔인한 고문을 행했던 곳으로, 당시 일제의 만행을 증언하고 있다.